# St. Bartholomäus (Ebeleben)

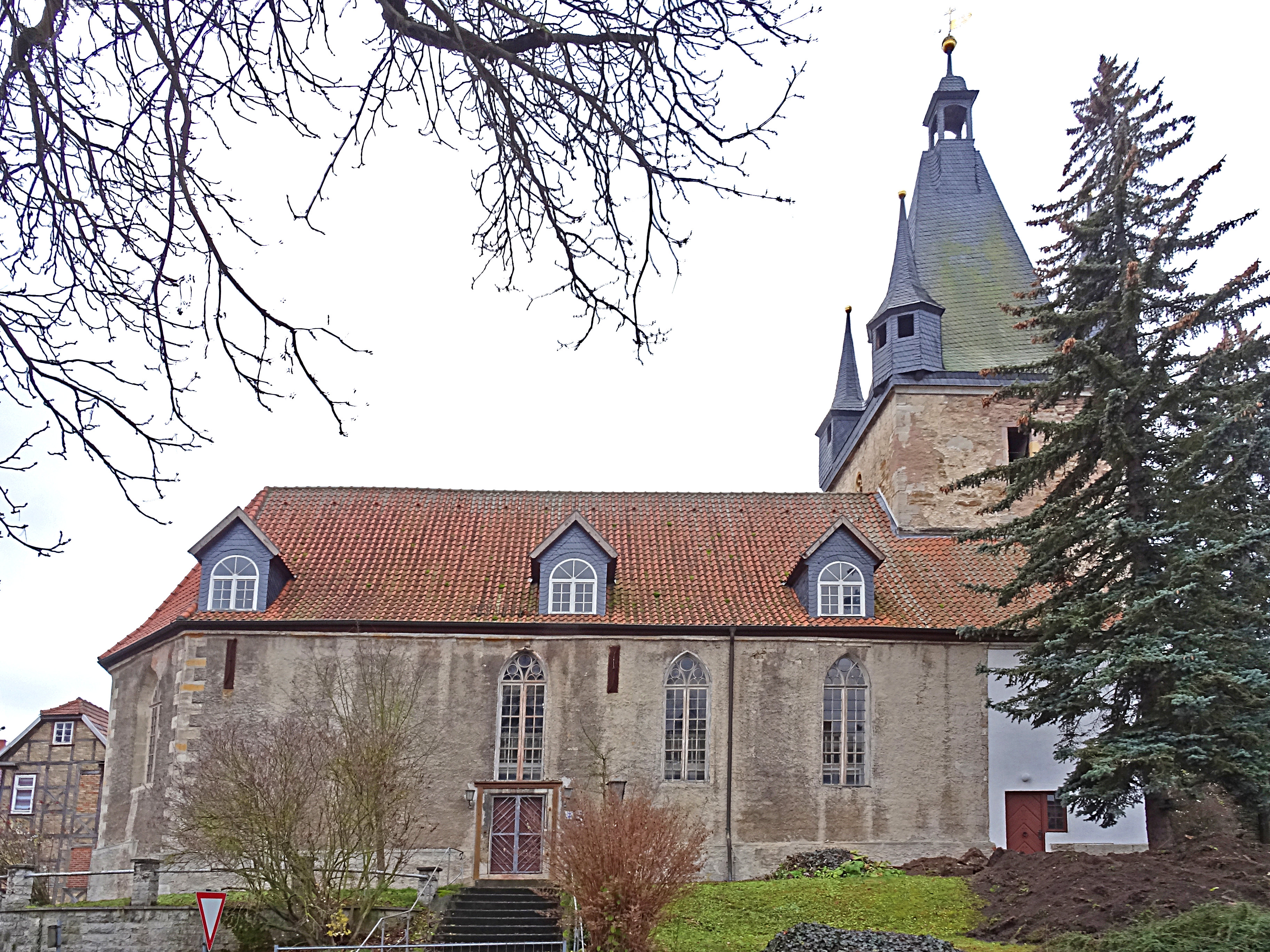
St. Bartholomäus in Ebeleben

Die nach dem Apostel Bartholomäus benannte Stadtpfarrkirche St. Bartholomäus steht am Försterplatz in Ebeleben, einer Landstadt im thüringischen Kyffhäuserkreis.
St. Bartholomäus gehört zur Kirchengemeinde Ebeleben im Pfarrbereich Ebeleben-Schlotheim im Kirchenkreis Bad Frankenhausen-Sondershausen.

## Geschichte
Eine Kirche wurde erstmals 1253 erwähnt. Der Vorgängerbau stammt vermutlich aus dem 11. Jahrhundert. Der Baubeginn der heutigen Kirche war im Jahr 1511 (so bezeichnet in der Turmvorhalle). 1515 und 1571 wurden Baumaßnahmen an der Kirche bekundet. 1680 entwarf Jakob Töpfer einen neuen Altar. Größere Umbaumaßnahmen erfolgten in den Jahren 1701 bis 1721 unter Christian Wilhelm I. 1727 wurde die Fürstenloge eingebaut. 1793 erfolgte ein Umbau der Kirche, die 1870 bis 1880 erneut umfangreich renoviert wurde. In den Jahren 1960 und 1970 wurde das Innere neu gestrichen. Eine neue Glocke erhielt die Kirche im Jahre 1966. Restaurierung wurde seit 1992 durchgeführt. Die Wetterfahne wurde im Zuge der neuen Beschieferung des Kirchendachs 1993 rekonstruiert.

## Baubeschreibung
Die spätgotisch begonnene, seit den Umbauten des frühen 18. Jahrhunderts aber eher nachgotische Saalkirche steht in erhöhter Lage östlich der Schlossanlage. Das Kirchenschiff hat einen dreiseitigen Abschluss im Osten. An der Südwestecke steht der dreigeschossige Kirchturm auf hohem Sockel. Er hat ein Walmdach mit flankierenden Ecktürmchen. An der Südseite befindet sich ein Anbau für die Sakristei. In ihr wurde um 1642 ein fürstliches Erbbegräbnis angelegt. Der Innenraum ist im Wesentlichen geprägt durch die barocke Umgestaltung. Das Langhaus wurde 1704 mit einem bemalten hölzernen Tonnengewölbe überspannt. Die Deckenmalerei zeigt die Heilige Dreifaltigkeit. Die dreiseitigen zweigeschossigen Emporen aus der Zeit der Renaissance stehen auf Ständern. Auf der südlichen Empore befindet sich seit 1727 die Patronatsloge mit korinthischen Vorlagen der Pilaster. Die Felder der Brüstungen sind ornamental geschnitzt. Die hohe Vorhalle des Turms hat ein Kreuzgratgewölbe.
Im Kirchturm hängt ein dreistimmiges Glockengeläut aus Bronze: ein Glocke stammt aus dem Jahr 1495, die anderen beiden wurden von der Gießerei Schilling & Lattermann aus Apolda in den Jahren 1930 und 1967 gegossen.

## Ausstattung
Der Kanzelaltar von 1720/21 stammt aus der Werkstatt des Sondershäuser Bildhauers Heinrich Christoph Meil. Sein architektonischer Aufbau besteht aus korinthischen Pilastern und akanthusbesetzten Voluten. Von der ursprünglichen Selbstdarstellung des Fürstenhauses Schwarzburg-Sondershausen zeugt nur das Monogramm am Korb der Kanzel, der ehemalige Schalldeckel mit Fürstenhut ging verloren. Die Kanzel wird von Schnitzfiguren des Salvator und des Moses flankiert. Das Taufbecken stammt von 1701. In der Turmvorhalle befindet sich ein Epitaph von 1565–69 für die Stifter Hans und Magdalena von Ebeleben, 1899 wurde es überarbeitet. 
Die Orgel mit 17 Registern, verteilt auf zwei Manuale und Pedal, wurde 1893 von Adam Eifert gebaut. Sie wurde 1934 von Wilhelm Sauer umgebaut.